# Ligeti Miklós (jogász)
Ligeti Miklós Zoltán jogász a Transparency International Magyarország korrupcióellenes civil szervezet jogi igazgatója. 

## Tanulmányai és munkássága
2002-ben végzett az ELTE Állam- és Jogtudományi Karán cum laude eredménnyel. 2006-ban tett jogi szakvizsgát. 
2002-től tudományos segédmunkatárs volt az Országos Kriminológiai Intézetben. 
2007-től titkárságvezető, osztályvezető, főosztályvezető volt az Igazságügyi és Rendészeti Minisztériumban, majd a Belügyminisztériumban.
2012-től a Transparency International Magyarország jogi vezetője. Fő feladatai közé tartozik a korrupció elleni küzdelemmel kapcsolatos jogszabályok követése és véleményezése, az információszabadság-eszközök alkalmazása, a közérdekű adatok megismerésére irányuló perek előkészítése, vitele, a korrupció elleni küzdelemmel kapcsolatos további feladatok ellátása, a szervezet képviselete nemzetközi téren és a médiában.

## Forrás
- Hivatalos életrajz